# Pebble Beach (Californie)
Pour les articles homonymes, voir Pebble Beach (homonymie).
Pebble Beach est une communauté non incorporée du comté de Monterey, dans l’État de Californie, aux États-Unis.
Située sur la côte, au sud de Monterey, Pebble Beach est connue pour son golf et son concours d'élégance. 

## Histoire
Pebble Beach est une pointe rocheuse de la division administrative mexicaine Rancho El Pescadero. 
En 1836, Fabian Baretto reçoit la concession du Rancho El Pescadero où la future ville est située. Il meurt en 1841 et sa veuve Maria del Carmen Garcia revend le Rancho pour $500 à John/Juan Romie, un émigré allemand établi en Amérique depuis 1838. Les Romie deviennent les premiers résidents historiques de la ville avec la construction de leur maison. John Romie meurt en 1849 et le Rancho est vendu pour $4 400 en 1853 à John C. Gore. 
À partir de 1850, des immigrants chinois pêchent le long des côtes de Pebble Beach. 
En 1860, le Rancho passe brièvement au futur sénateur californien Edward Tompkins, puis devient la propriété de David Jacks en 1862, ce dernier étant lié par mariage à la famille Romie et propriétaire de nombreux terrains dans la région. En 1880, il vend le Rancho à la Pacific Improvement Company (PIC), consortium constitué par le Big Four des chemins de fer américains (Leland Stanford, Collis P. Huntington, Mark Hopkins, Charles Crocker). 
Le PIC met en service la 17-Mile Drive en 1892, et recrute en 1908 l'architecte Lewis Hobart pour concevoir la Pebble Beach Lodge. 
En 1916, Samuel Finley Brown Morse, cousin éloigné de Samuel Morse et ingénieur du PIC, lance le projet de construction du Pebble Beach Golf Links. Le Pebble Beach Lodge brûle et le Del Monte Lodge le remplace. Le golf et le nouveau Lodge sont inaugurés en 1919. Quelques jours plus tard, Morse se porte acquéreur via sa société Del Monte Properties Company de nombreux terrains le long de la 17-Mile Drive, dont Pebble Beach. 
En 1977, la Del Monte Properties Company devient la Pebble Beach Corporation, et le Del Monte Lodge devient The Lodge at Pebble Beach. En 1979, les studios de production 20th Century-Fox utilisent les profits du premier Star Wars pour acheter la Pebble Beach Corporation. En 1990, l'homme d'affaires japonais Minoru Isutani devient propriétaire de la Pebble Beach Corporation, mais il est ensuite poursuivit par le FBI pour blanchiment d'argent. En 1999, Arnold Palmer, Richard Ferris, Peter Ueberroth, Clint Eastwood, William Perocchi et le fonds de pension de General Electronics se portent ensemble acquéreurs de la Pebble Beach Corporation. 

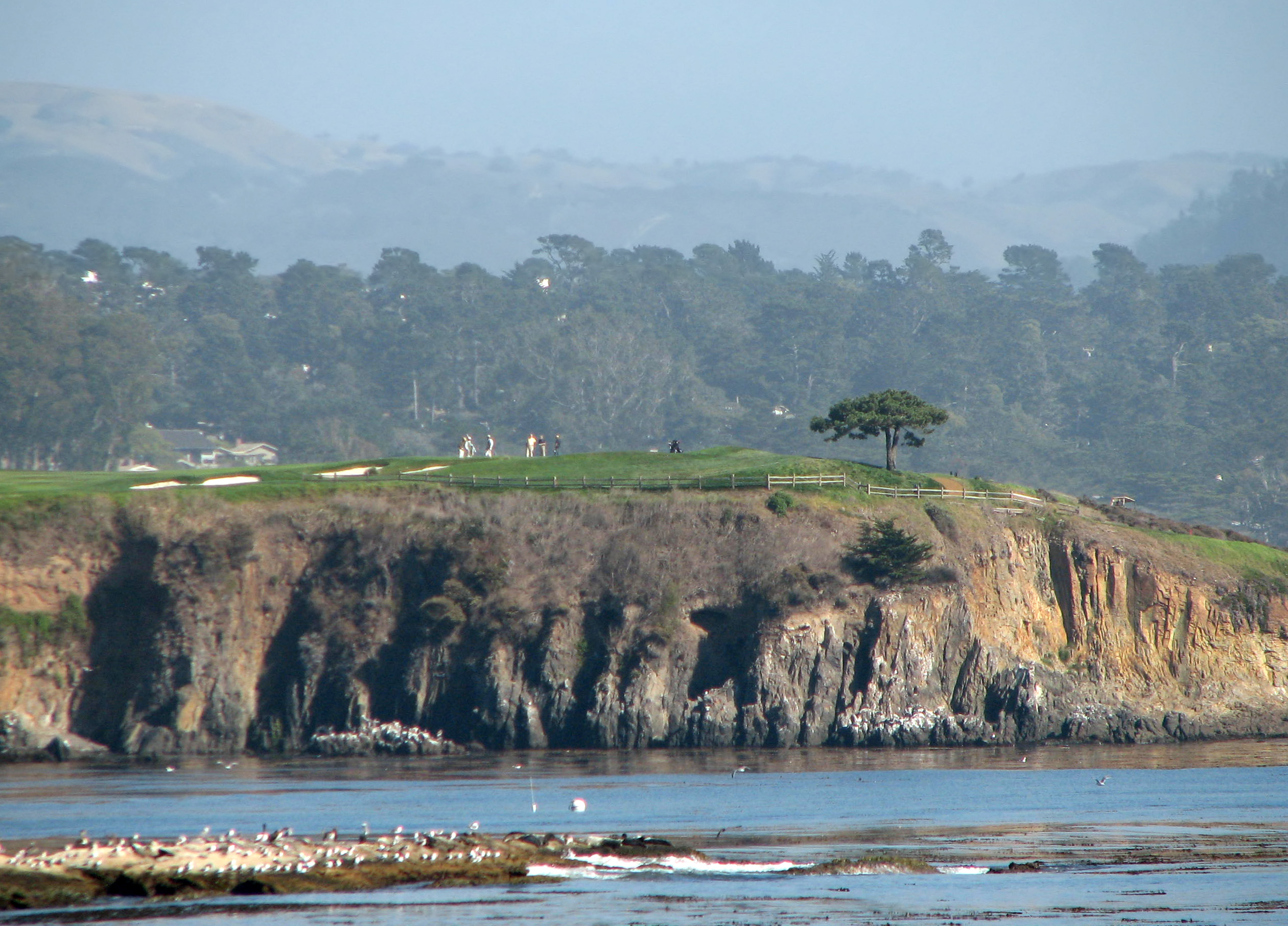
6e trou du golf de Pebble Beach.